# Jordi Morcillo i Ferran
Jordi Morcillo i Ferran (Barcelona, 26 de maig del 1978) és un jugador d'escacs català i àrbitre internacional d'escacs. És president del Catalunya Escacs Club, que el maig del 2014 va assolir l'ascens a la Divisió d'Honor per primera vegada en la seva història, i organitzador de l'Obert internacional d'escacs de Sants, Hostafrancs i la Bordeta. El 2008 fou ponent d'un curs de tècnic en escacs CIATE. El 2012 va impartir una conferència online amb el títol El ajedrez como asignatura.
A la llista d'Elo de la FIDE del desembre de 2021, hi tenia un Elo de 2094 punts, cosa que en feia el jugador número 1174 (en actiu) de l'Estat espanyol. El seu màxim Elo va ser de 2157 punts, a la llista de l'octubre de 2010 (posició 28639 al rànquing mundial).

## Llibres
- Illescas, Miquel; Morcillo, Jordi; Amigó, Marta. Aprendemos a pensar jugando 1.  Barcelona: EDAMI, 2009. ISBN 978-84-613-4163-1.
- Illescas, Miquel; Morcillo, Jordi; Amigó, Marta. Aprendemos a pensar jugando 2.  Barcelona: EDAMI, 2009. ISBN 978-84-613-4164-1.
- Morcillo, Jordi. Aprendemos a pensar jugando 3.  Barcelona: EDAMI, 2012. ISBN 9788461601318.
- Morcillo, Jordi. Aprendemos a pensar jugando: Libro del profesor.  Barcelona: EDAMI, 2012. ISBN 9788461583089.